# ليندا لي
ليندا لي هي لاعبة الجسر ‏ كندية، ولدت في 24 يوليو 1947.